# Крихун Аркадій Іванович
Аркадій Іванович Крихун (1905, місто Одеса — розстріляний 1938) — радянський залізничник, начальник Одеської залізниці.

## Життєпис
Народився в родині залізничника. Батько працював на станції Одеса-Товарна складачем поїздів.
З 1914 до лютого 1919 року навчався на відділенні механіки Одеського залізнично-технічного училища. У 1921—1924 роках — учень Одеського технікуму залізничного транспорту.
У 1924—1925 роках — слюсар головних залізничних майстерень імені Січневого повстання в Одесі.
З 1925 року працював помічником машиніста паровоза зворотного депо Сербка. У 1927 році, після успішного складання іспиту на право керування паровозом, працював машиністом паровозного депо Одеса-Товарна. З 1929 до 1930 року — технік ділянки тяги в Гайвороні.
У 1930 році екстерном закінчив Одеський транспортний інститут, інженер-механік залізничного транспорту. Одночасно навчався в Одеському енергетичному інституті, де в 1931 році захистив диплом інженера-теплоенергетика.
У 1930 році працював черговим по депо Одеса-Товарна, в цьому ж році перейшов на інженерну посаду начальника бюро раціоналізації депо. У 1931 році призначений помічником начальника депо з ремонту. З осені 1931 року — завідувач навчальної частини вагонних майстрів Одеського механічного комбінату.
З 1932 до 1933 року — заступник начальника паровозного депо Вознесенськ.
У 1933 році — інженер локомотивної групи Одеського експлуатаційного району. Восени 1933 року призначений начальником зворотного депо Одеса-Сортувальна.
У 1934—1935 роках — начальник основного паровозного депо станції Вознесенськ. З 1935 по 1936 рік очолював Вознесенський відділ тяги.
У червні 1936 — жовтні 1937 року — начальник паровозної служби Одеської залізниці.
У жовтні 1937 — 1938 року — начальник Одеської залізниці.
1938 року заарештований органами НКВС. Засуджений до смертної кари.

## Нагороди
- орден «Знак Пошани»